# Albert Inkpin
Albert Inkpin (* 16. Juni 1884 in London; † 1944) war ein britischer Politiker (CPGB). Er amtierte u. a. als Generalsekretär der Sozialistischen Partei Großbritanniens und als erster Generalsekretär der Kommunistischen Partei Großbritanniens (CPGB).

## Leben und Tätigkeit
Nach dem Schulbesuch arbeitete Inkpin als Büroangestellter (clerk). 1907 trat er der National Union of Clerks, der Gewerkschaft für seinen Berufsstand bei. Bereits im Jahr 1906 hatte er sich der Social Democratic Federation (SDF), der führenden marxistischen Organisation Großbritanniens, angeschlossen: 1907 wurde er zu einem von mehreren beigeordneten Sekretären (Joint Assistant Secretary) dieser Organisation ernannt. Anlässlich der Gründung der British Socialist Party (BSP), einem Zusammenschluss der SDF mit diversen kleineren sozialistischen Organisationen, im Jahr 1911 trat Inkpin mit der SDF, die damals kollektiv in die BSP eingegliedert wurde, in die BSP über. In dieser bekleidete Inkpin zunächst zwei weitere Jahre lang die Aufgabe eines beigeordneten Sekretärs, bevor er 1913 schließlich als Nachfolger von H.W. Lee zum Generalsekretär der BSP gewählt wurde. Diesen Posten hatte er sieben Jahre lang, von 1913 bis 1920, inne.
Als überzeugter Internationalist und Antimilitarist lehnte Inkpin den Ersten Weltkrieg und zumal die Beteiligung Großbritanniens an diesem Krieg entschieden ab. Auf der Parteikonferenz der BSP im April 1916 in Salford setzte er sich mit dieser Position in der BSP durch, was dazu führte, dass der von Henry Hyndman geführte Teil der Partei, der den Krieg befürwortete (sie sogenannten „national chauvinists“), die Partei verließ, die nunmehr ausschließlich aus Internationalisten bestand. Ebenfalls 1916 übernahm Inkpin die Herausgeberschaft der Anfang 1916 neu etablierten Wochenzeitung The Call at this time, die von 1916 bis 1918 als das offizielle Organ der BSP diente. Als Kriegsgegner nahm Inkpin auch als Vertreter der britischen Sozialisten an der Zimmerwalder Konferenz von linksgerichteten Kräften aus allen am Ersten Weltkrieg beteiligten Ländern vom September 1915 teil, bei dem Wege einer Beendigung des Krieges erörtert wurden.
Im Frühjahr 1920 besuchte Inkpin als Vertreter der BSP Berlin, wo er im März 1920 den Kapp-Putsch beobachtete.
Auf dem Gründungskongress der CPGB am 31. Juli und 1. August 1920 in London hielt Inkpin die Hauptrede. Außerdem wurde er aus diesem Anlass als erster Generalsekretär der CPGB eingesetzt und in das Zentralkomitee der Partei gewählt. Diesen Posten bekleidete er zunächst zwei Jahre lang (von 1920 bis 1922) und nach einer kurzen Unterbrechung von 1922 bis 1923 erneut sechs Jahre lang (von 1923 bis 1928). Dazwischen fungierte er von 1922 bis 1923 als Nationaler Organisationsleiter (national organiser) der CPGB. 1928 wurde Inkpin als Generalsekretär der CPGB provisorisch durch J.R. Campbell ersetzt, bevor Harry Pollitt 1929 als neuer dauernder Führer an die Spitze der Kommunisten trat. Auf dem außerordentlichen Parteikongress der CPGB im November 1929 verlor Inkpin schließlich auch seinen Sitz im Zentralkomitee der Partei.
Seine politischen Aktivitäten brachten Inkpin zahlreiche Haftstrafen ein: 1920 wurde er zusammen mit Bob Stewart, dem Organisationsleiter der Kommunisten, wegen des Vorwurfes, durch den Druck und die Verbreitung kommunistischer Schriften Propaganda zugunsten der Sowjetunion in Großbritannien betrieben zu haben, zu einer sechsmonatigen Haftstrafe verurteilt.
Im Sommer 1921 gehörte Inkpin zusammen mit Lenin und Trotzki dem Ehrenpräsidium des 3. Weltkongresses der Kommunistischen Internationale in Moskau an. Nach seiner Rückkehr nach Großbritannien verbüßte er von Januar bis Juni 1922 eine sechsmonatige Gefängnisstrafe wegen des Druckes und der Verbreitung kommunistischer Schriften. Während seiner Haftzeit kandidierte er für den Londoner Stadtrat (London County Council).
1925 wurde Inkpin zusammen mit elf anderen prominenten Kommunisten unter dem Vorwurf, dass sie gegen das Meutereigesetz von 1797 (Mutiny Act of 1797) verstoßen hätten, in Haft genommen und zu einer Gefängnisstrafe von sechs Monaten verurteilt.
Um 1930 wurde Inkpin Vorsitzender der Friends of the Soviet Union, einer der CPGB nahe stehenden Organisation, die sich der Völkerverständigung, insbesondere der Pflege der Beziehungen zwischen Großbritannien und Russland verschrieben hatte. Diese Position – bzw. den Vorsitz über die Nachfolgeorganisation der Russia Today Society – behielt er bis zu seinem Tod bei.
Aufgrund seiner führenden Stellung in der britischen kommunistischen Bewegung wurde Inkpin Ende der 1930er Jahre von den nationalsozialistischen Polizeiorganen als wichtige Zielperson eingestuft: Im Frühjahr 1940 setzte das Reichssicherheitshauptamt in Berlin ihn auf die Sonderfahndungsliste G.B., ein Verzeichnis von Personen, die im Falle einer erfolgreichen Invasion und Besetzung der britischen Inseln durch die Wehrmacht von den Besatzungstruppen nachfolgenden Sonderkommandos der SS mit besonderer Priorität ausfindig gemacht und verhaftet werden sollten.
Inkpins Grab befindet sich auf dem Gelände des Golders Green Crematorium in London.

## Familie
Inkpin war verheiratet mit Julia Inkpin (1887–1959). Sein Bruder Harry Inkpin war ebenfalls ein führender kommunistischer Politiker.

## Schriften
- "Re-Establishing" the Second International: The Communist Party of Great Britain Replies to a Letter of Appeal Signed by Arthur Henderson (for the British Labour Party), J.H. Thomas and Harry Gosling (for the Trades Union Congress), and J. Ramsay MacDonald (for the Second International), London s. a. [um 1921].
- The Glory of Stalingrad, London 1942.
- Friends of the USSR: The Story of the Russia Today Society, London s. a.[1942].